# Taulignan
Taulignan ist eine südfranzösische Gemeinde mit 1632 Einwohnern (Stand 1. Januar 2022) im Département Drôme in der Region Auvergne-Rhône-Alpes. Sie gehört zum Kanton Grignan und zu dessen Kommunalverband Pays de Grignan.

## Geografie
Taulignan liegt am Fuß des bewaldeten Gebirgszugs Montagne de la Lance, der zu den Provenzalischen Voralpen gehört, etwa 30 Kilometer südöstlich von Montélimar, sieben Kilometer nordwestlich von Valréas und 6,4 Kilometer nordöstlich des Kantonshauptorts Grignan, zwischen den Nachbargemeinden Montbrison-sur-Lez im Südosten und Salles-sous-Bois im Nordwesten. Der Lez fließt östlich, die Berre fließt nordwestlich des Ortskerns durch das Gemeindegebiet.

## Geschichte
Taulignan ist eine mittelalterliche Stadt mit einem befestigten Ortskern. Im 12. Jahrhundert war sie Sitz einer Seigneurie, die zur Baronie von Montauban-sur-l’Ouvèze gehörte. Bertrand de Taulignan verkaufte die Seigneurie 1295 an den Grafen des Valentinois, Aymar IV. de Poitiers. Bis zur Französischen Revolution (1789–1799) war die Ortschaft im Besitz verschiedener Familien. Letzte Burgherrin war die Witwe Nicole de Lamoignon de Senozan († Mai 1794), eine Schwester von Chrétien-Guillaume de Lamoignon de Malesherbes (1721–1794). Sie wurde 1793 im Zuge der Französischen Revolution zusammen mit ihrer Freundin, der Prinzessin Élisabeth Philippine Marie Hélène de Bourbon (1764–1794), eingesperrt und zum Tod auf dem Schafott verurteilt. Im selben Jahr wurde die Burg geschleift. Sie hatte etwa ein Drittel der Bebauung im Inneren der Befestigungsmauern der Stadt ausgemacht. Außerdem erhielt Taulignan 1793 den Status einer Gemeinde und 1801 das Recht auf kommunale Selbstverwaltung.

## Bevölkerung
| Jahr                       | 1821 | 1836 | 1851 | 1911 | 1921 | 1936 | 1954 | 1975 | 1990 | 2016 |
| -------------------------- | ---- | ---- | ---- | ---- | ---- | ---- | ---- | ---- | ---- | ---- |
| Einwohner                  | 1885 | 2202 | 2349 | 2017 | 1581 | 1272 | 1046 | 1202 | 1586 | 1697 |
| Quellen: Cassini und INSEE |      |      |      |      |      |      |      |      |      |      |

Die Bevölkerungszahl stieg zu Beginn des 19. Jahrhunderts an und erreichte ihren Höhepunkt 1851 (2349), zu Beginn des 20. Jahrhunderts ging sie stark zurück. Am wenigsten Einwohner hatte Taulignan 1954 (1046), danach stieg die Einwohnerzahl wieder etwas.

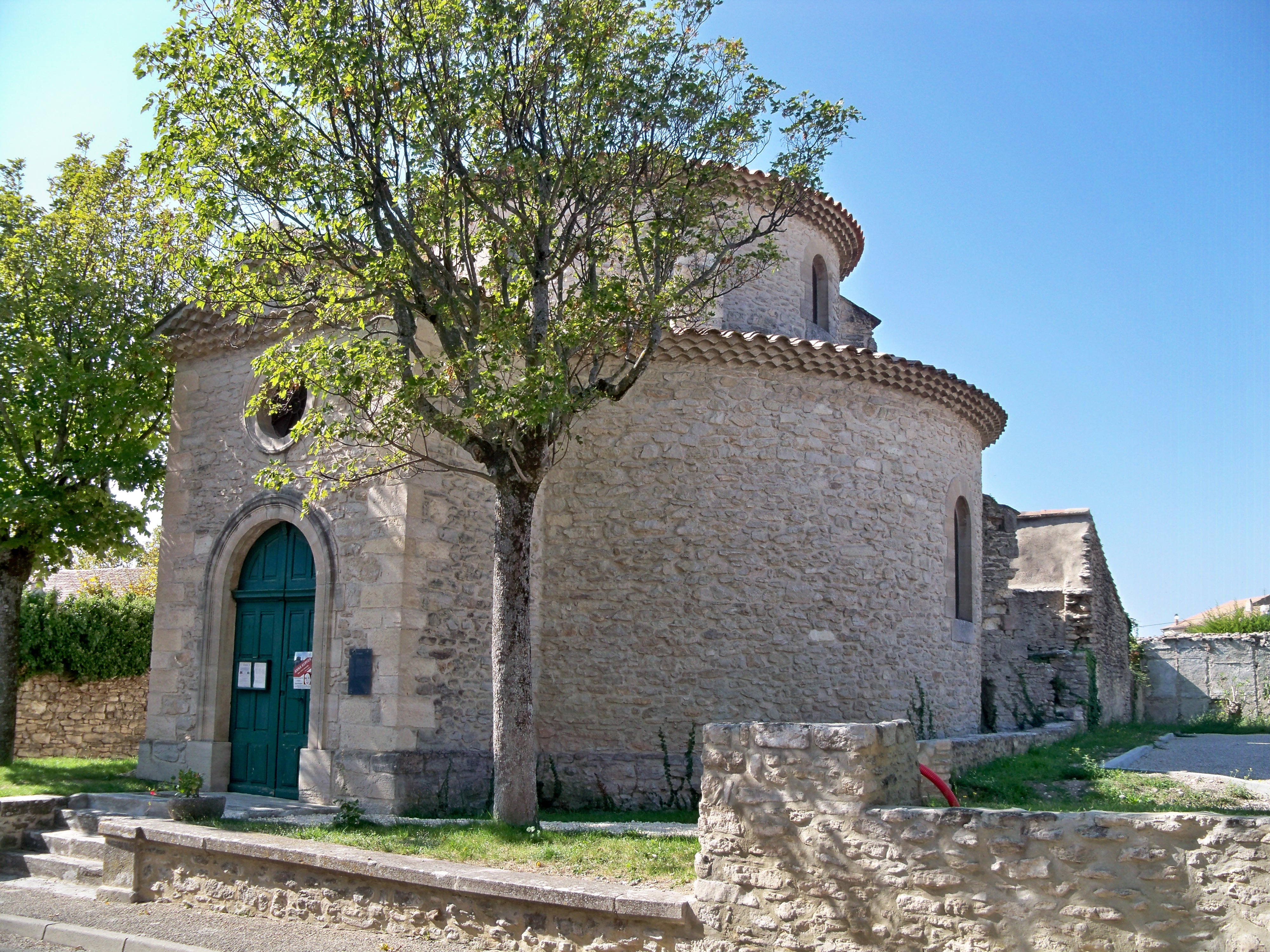
Protestantische Kirche Taulignan

## Wirtschaft
Im 19. Jahrhundert wuchs die Gemeinde dank der Seidenindustrie, durch die über 400 Arbeiter beschäftigt wurden. Heute gibt es ein Seidenmuseum vor Ort, das an jene Zeit erinnert.
Die Rebflächen des Ortes liegen im Weinbaugebiet des südlichen Rhônetals. Die Weine dürfen unter den Herkunftsbezeichnungen Côtes du Rhône sowie der qualitativ strikteren Côtes du Rhône Villages vermarktet werden.